# Voize
Voize är ett dansband från Malmö, Sverige bildat 2011.

## Historik
Bandet bildades 2011 när Fredrik Engdahl fick frågan om han kunde sätta ihop ett dansband till Ystads dansparty. Namnet Voize står för alla fyra sjunger och z är vanligt i dansbandsvärlden. 2013 lämnade Fredrik Engdahl bandet och ersättes av Jianis Xouri under 2014 Lars-Göran Petersson lämnade bandet 2014 och ersättes av Per-Erik Tagesson Magnus Meinert och Fredrik Grönvall har varit med sen starten. 2013 medverkade bandet i Bingolottos dansbandstävling där de kom på andra plats. 2013 fick bandet skivkontrakt med Atenzia Records och släppte sin första album Du lärde mig älska. Under 2015 vann gruppen "Sveriges Radio-priset" på Guldklaven.

## Diskografi[8]

### Album
- Du lärde mig älska (2013)
- En dag (2016)

### Singlar
- Varje gång (2014)
- A Day in the Sun (2015)
- Julefrid (2016)

## Medlemmar

### Nuvande medlemmar
- Magnus Meinert (2011-)
- Fredrik Grönvall (2011-)
- Per-Erik Tagesson (2013-)
- Jianis Xouri (2013-)

### Tidigare medlemmar
- Fredrik Engdahl (2011-2012)
- Lars-Göran Petersson (2011-2013)